# Prirodni resursi
Prirodni resursi ili prirodna bogatstva mogu se klasificirati na različite načine.
Prirodno bogatstvo označava primjerice količinu postojeće biološke raznolikosti u različitim ekosustavima. 
Prirodni resursi su i tvari koje predstavljaju i bez obrade/prerade gospodarsku vrijednost.
Sirovine se smatraju prirodnim resursima, ako se crpe i (po potrebi) pročišćavaju, a da nije potrebna njihova proizvodnja.
U tom smislu smatra se rudarstvo, crpljenje nafte, ribolov i šumarstvo iskorištavanjem prirodnih resursa dok poljoprivreda (za koju je potrebna ljudska djelatnost) ne spada u prirodne resurse.
Izraz "prirodni resursi" je postao poznat u širokoj javnosti nakon što je izašla knjiga Ernst Friedrich Schumachera Small is Beautiful (London, 1973.).
Prirodni resursi su često klasificirani kao obnovljivi izvori i neobnovljivi izvori.
Obnovljivi su uglavnom općenito živa bića kao što su riba šuma i divlje biljke, ako ih se ne rabi pretjerano.
Može ih se rabiti neodređeno vrijeme, ako njihova potrošnja ne prelazi određene granice.
Neživi obnovljivi izvori su primjerice tlo, voda, vjetar i svi oblici obnovljivih izvora energije.
Prirodni resursi na teritoriju države često odlučju o njezinoj važnosti ili poziciji u svjetskoj ekonomiji, a time i o političkom utjecaju.
Prisutnost lako dostupnih prirodnih bogatstava može i štetiti gospodarstvenom razvoju zemlje zato što pogoduje političkoj korupciji.

## Vanjske poveznice
- International World Resources Forum  Arhivirana inačica izvorne stranice od 30. siječnja 2011. (Wayback Machine)